# Staurostichus alienus
Staurostichus alienus är en tvåvingeart som beskrevs av Hardy 1942. Staurostichus alienus ingår i släktet Staurostichus och familjen svävflugor. Inga underarter finns listade i Catalogue of Life.